# Ventilación mecánica
La ventilación mecánica es una estrategia terapéutica que consiste en asistir mecánicamente la ventilación pulmonar espontánea cuando ésta es inexistente o ineficaz para la vida. Para llevar a cabo la ventilación mecánica se puede recurrir a un ventilador mecánico (o respirador artificial) o a una persona bombeando el aire manualmente mediante la compresión de una bolsa o fuelle de aire.

## Ventilación pulmonar espontánea
Se llama ventilación pulmonar al intercambio de gases entre los pulmones y la atmósfera. Tiene como fin permitir la oxigenación de la sangre y la eliminación de dióxido de carbono.
En la ventilación espontánea, durante la inspiración, un individuo genera presiones intratorácicas negativas al aumentar el volumen torácico gracias a la musculatura respiratoria (principalmente el diafragma). La presión en el interior del tórax se hace menor que la atmosférica, generando así un gradiente de presiones que provoca la entrada de aire a los pulmones para equilibrar esa diferencia.
La espiración (salida de aire) normalmente es un proceso pasivo.
Durante la ventilación espontánea se introduce y expulsa un volumen regular de aire llamado volumen tidal, de aproximadamente ½ litro, a una frecuencia respiratoria determinada (12-20 respiraciones por minuto).

## Historia de la ventilación mecánica
Prácticas muy habituales en la actualidad para cualquier enfermera, como intubar y conectar a un paciente a un sistema de ventilación asistida son, sin duda alguna, fruto de siglos de historia que no suelen ser ni sospecha para el común de la gente e incluso para muchos médicos.
Para sorpresa de muchos que pudieran pensar que la ventilación mecánica es una práctica muy reciente, tiene sus raíces en 1543 con la primera aplicación experimental de la ventilación mecánica gracias al médico Andrés Vesalio. El experimento constó en prestar apoyo a la respiración de un canino gracias a un sistema de fuelles conectado directamente a su tráquea y supuso el primer experimento perfectamente documentado para la historia de la medicina en cuanto a este tema, pero no fue valorado en su época, es más, no fue hasta 1776 que el médico escocés John Hunter, basándose en el experimento de Vesalio, utiliza un sistema de doble fuelle.
Luego tuvo que transcurrir casi otro siglo entero para que las investigaciones en relación con la ventilación mecánica continuaran y marcarán un importante hito que constituiría las bases de los conocidos pulmones de acero gracias al tanque de ventilación de Alfred F. Jones que permitía mantener la función respiratoria mediante el uso de presión negativa.
La invención del primer mecanismo de presión negativa marco un interés evidente en el estudio de la ventilación mecánica que se vio reflejado en bastantes avances en los años futuros, como el primer laringoscopio de visión directa por Kirstein en 1895 (el inventor del primer laringoscopio fue el maestro de canto operístico Manuel García, aunque su desarrollo posterior y su utilización en la práctica médica se debe en gran parte al médico alemán Johann Czermak), y la invención del prototipo del pulmón de acero como tal en 1876 gracias al doctor Woillez, de origen francés. Este primer prototipo del ventilador de presión negativa, como también era llamado, era sin embargo muy distinto a cualquier aparato que se nos vendría a la mente en la actualidad si pensamos en ventilación mecánica. Consistía en un dispositivo en que el paciente era introducido y del que solo dejaba fuera la cabeza con el fin de facilitar la respiración con el uso de la presión negativa generada dentro del habitáculo. Unos años después, en 1928, el ingeniero Philip Drinker perfecciona el instrumento de Woillez y hace público su «respirador de Drinker» con el que ayudaría a pacientes con lesiones en la musculatura respiratoria usando los mismos principios que Woillez usó en su dispositivo y que sería mejorado y perfeccionado por John Haven Emerson en 1931.
En torno al respirador de Drinker y el posterior aporte de Emerson, ocurrieron también bastantes hechos que, como el anterior, marcaron un aporte significativo para la técnica de la ventilación mecánica, como la utilización y mejoramiento del aparato de Fell O-Dwyer por parte del cirujano Rudolph Matas entre 1898 y 1902 y la cámara de presión negativa o presión baja de Ernst F. Sauerbruch que impedía el colapso pulmonar en cirugías en las que se debía abrir el tórax.
Sin embargo, no fue hasta 1938 que comienzan a utilizarse mecanismos de presión positiva intermitente, más parecidos a los que conocemos en la actualidad y que ganan reconocimiento mundial gracias a la epidemia de poliomielitis en Dinamarca en 1952.

## Tipos de ventilación mecánica
Podemos realizar varias clasificaciones de los diferentes tipos de ventilación mecánica que hay:
Según el tipo de fuerza realizada por el ventilador podemos dividir los tipos de ventilación en ventilación de presión negativa y ventilación de presión positiva.
Según el grado de invasividad en ventilación invasiva y ventilación no invasiva.
Según el esfuerzo que realice el paciente:
- Ventilación mecánica parcial: está indicada en pacientes que conservan el estímulo respiratorio y al menos parte de la función muscular respiratoria, pero sin embargo tienen una capacidad vital baja, presentan agotamiento general, signos faciales de cianosis o dificultad para descansar o mantener el sueño. Su objetivo es reducir el trabajo respiratorio del paciente, y además puede ayudar a evitar el colapso de ciertas partes de las vías aéreas; en casos que requieren hospitalización prolongada puede además disminuir la necesidad de sedación y evitar la atrofia de los músculos respiratorios.
- Ventilación mecánica artificial o total: el ventilador lleva a cabo todo el trabajo inspiratorio. Está indicada tanto para pacientes con una disfunción importante de los músculos respiratorios, como para aquellos que carezcan de estímulo respiratorio o necesiten mantenerse en condiciones de sedación que inhiban dicho estímulo, teniendo también en cuenta a aquellos que tengan problemas pulmonares graves y no sean capaces de realizar una correcta ventilación autónoma. En estos casos es imprescindible la sedación del paciente para evitar las interacciones más que probables y perjudiciales entre posibles estímulos respiratorios y el ventilador.

### Ventilación de presión negativa

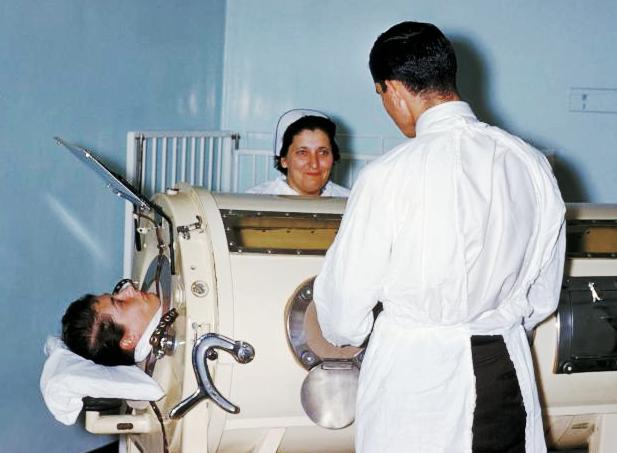
Un pulmón de acero.

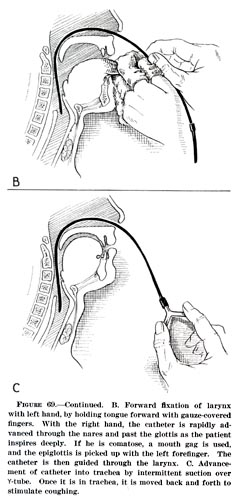
Intubación

Fue la técnica utilizada en los orígenes de la ventilación mecánica de la medicina moderna. Esta técnica consistía en introducir al paciente en una máquina llamada pulmón de acero, una cámara sellada herméticamente, dejando fuera la cabeza, creando unas condiciones de presiones inferiores a la atmosférica, de manera que la caja torácica se expandía de forma parecida a cómo lo hace espontáneamente forzando la entrada de aire en los pulmones. Se popularizó a principios de siglo XX, pero su uso fue disminuyendo debido a problemas prácticos y a problemas sobre la salud del paciente, principalmente la disminución del retorno venoso. Está completamente contraindicado en pacientes con apnea del sueño obstructiva, y hoy día solamente se usa en algunas ocasiones, especialmente en enfermedades musculares neurológicas. Existen otros tipos de ventilación negativa, aún menos utilizados.

### Ventilación de presión positiva

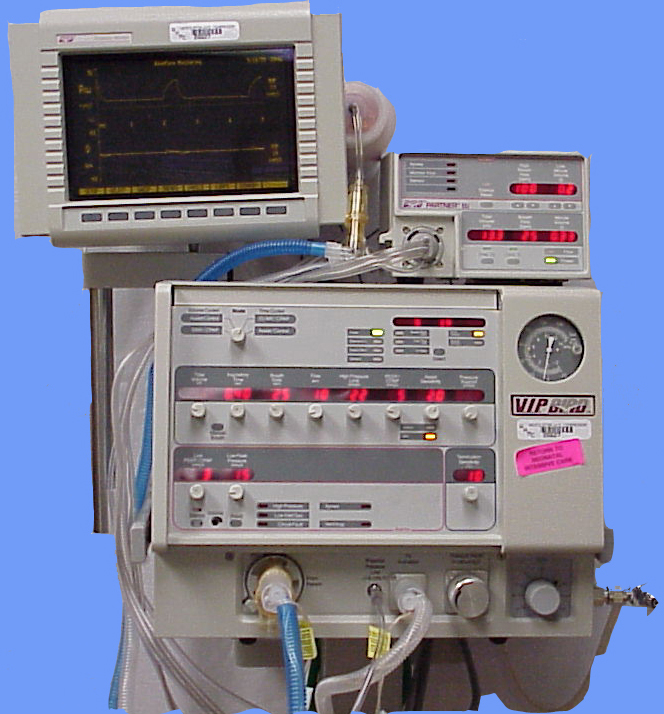
Un ventilador mecánico neonatal.

Se desarrolló en el ámbito militar durante la Segunda Guerra Mundial, debido a la necesidad de algún sistema que permitiera dar oxígeno a los pilotos a grandes alturas. El sistema de ventilación de presión positiva se basa en la presurización de un volumen de aire hasta presiones superiores a la atmosférica, esto hace que el aire entre hacia los pulmones, donde la presión es menor. La espiración es un proceso totalmente pasivo, que se da gracias a la elastancia pulmonar.
El aire se puede hacer llegar a los pulmones de diversas maneras. Podemos distinguir entre:
- Ventilación invasiva, en la se introduce un tubo en la tráquea del paciente (tubo endotraqueal) que se sella mediante un balón inflado con aire (neumotaponamiento). El tubo se puede introducir a través de la boca (intubación orotraqueal), a través de la nariz (nasotraqueal) o mediante una traqueotomía.
- Ventilación no invasiva, en la que se emplean mascarillas externas para insuflar el aire.

Los ventiladores mecánicos son máquinas que toman aire y oxígeno de fuentes presurizadas y los acondicionan, regulan la presión y el volumen del aire insuflado; y miden la presión y el volumen del aire exhalado en espiración.
La ventilación mecánica actual se hace con presión positiva, la presión negativa sólo se usa en contadas ocasiones.

## Modos de ventilación mecánica
Para programar el ventilador con un patrón de respiraciones adecuado para cada enfermo hay que tener en cuenta 3 conceptos:
1. Mecanismo de control: es el objetivo a alcanzar en cada respiración. Puede ser control por volumen , cuyo objetivo es volumen de aire determinado mientras que la presión puede cambiar o control por presión, cuyo objetivo es que la presión del sistema respiratorio alcance un valor concreto, mientras que el volumen puede variar.
2. Mecanismo de regulación: mecanismo que se emplea para alcanzar el objetivo de ventilación. Puede ser, por ejemplo, regulación por presión (el ventilador modula la presión hasta alcanzar el objetivo), regulación por flujo.
3. Mecanismo de ciclado: es el mecanismo que usa el ventilador para pasar de inspiración a espiración. El ventilador puede ser ciclado por volumen (se detiene la inspiración al alcanzar un volumen concreto) o por tiempo.
Los ventiladores modernos pueden detectar esfuerzos inspiratorios del paciente. Los dos mecanismos básicos de detección de este esfuerzo (mecanismos de trigger) son por presión o por flujo.
- Presión: una presión negativa en la onda de presión de la vía aérea indica que el paciente está pidiendo aire. Si este esfuerzo alcanza el valor fijado, se dispara la inspiración.
- Flujo: detecta pequeños cambios en un flujo nasal que está circulando de manera continua por las tubuladoras. Requiere menos esfuerzo para disparar las inspiraciones.

Si el paciente es el que dispara las inspiraciones hablaremos de ventilación asistida. Si el ventilador está programado para realizar un número fijo de inspiraciones hablaremos de ventilación controlada. En la actualidad, prácticamente todos los modos de ventilación aseguran un número de respiraciones fijo sobre el cual pueden superponerse respiraciones adicionales, esta modalidad se denomina ventilación asistida/controlada.

### Parámetros
- FI 02: la mínima posible para mantener la Sat 02 dentro de los límites deseados.
- Flujo: 4 L/min en <1000 g y 6 L/min en >1000 g, y pueden ser necesarios mayores flujos para alcanzar mayores picos de presión (9-11 L/min).
- IMV: entre 60-80. Frecuencias mayores de 70-80 son poco eficaces para disminuir la PaC02 (PEEP inadvertida e incremento de ventilación del espacio muerto). Si existe aumento de la resistencia respiratoria, son preferibles frecuencias <60 cpm, que permiten un tiempo espiratorio más prolongado y evitan el riesgo de sobredistensión y rotura alveolar.
- PIP: se debe emplear el pico de presión inspiratoria más bajo que permita mantener valores de Pa02 y PaC02 aceptables. Utilizar picos <20 cm H2O si es posible <15 cm H20 en los RN de muy bajo peso. Puede ser necesario emplear inicialmente y de modo transitorio presiones más elevadas para reclutar zonas alveolares colapsadas o con hipoventilación. En la hipoplasia pulmonar pueden ser necesarios PIP > 30 cm H20. Valorar la necesidad de PIP observando la excursión torácica con los ciclos.
- Volumen tidal (Vt): oscila en el RN normal entre 5 y 7 mL/kg.
- PEEP (presión positiva al final de la espiración): entre 2 y 5 cm H20. Con PEEP altas es necesario vigilar la PEEP inadvertida. El aumento de PEEP aumenta la PMA y por tanto la Pa02 (si no existe hiperinsuflación). El aumento de PEEP sin modificación de PIP, disminuye el Vt y por tanto aumenta la PaC 02. La disminución de PEEP sin modificar el pico disminuye los valores de PaC02 y no aumenta el barotrauma.
- Tiempo inspiratorio (Ti). Relación inspiración/espiración (l/E): con frecuencias inferiores a 60 cpm, se suelen utilizar TI en torno a 0,31-0,4 s, tanto más corto cuanto menor es el peso del paciente. La relación l/E debe ser al menos 1/1,3.
- PMA (presión media en vía aérea): se modifica por cambios de cualquiera de los diferentes parámetros del respirador, salvo Fi 02. Aplicar la más baja que mantenga una gasometría adecuada y una capacidad residual adecuada y que permita una ventilación alveolar suficiente.
- En el Babylog 8000 hay mandos para la Fi 02, PIP, PEEP, flujo, Ti y Te. La frecuencia (IMV) se modifica variando los tiempos inspiratorio y espiratorio, no dispone de mando propio.

### Explicación de los modos de ventilación

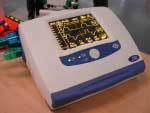
Elisée 350 - Ventilador de hospital y urgencias

El modo de ventilación se elegirá en función de las necesidades del paciente.
CPAP (continuous positive airway pressure) o presión positiva continua en la vía aérea: el método más sencillo de ventilación. Consiste en la aplicación de una presión positiva al patrón de ventilación espontánea normal. Es una respiración espontánea con PEEP. Es una modalidad de soporte parcial (requiere que el paciente tenga estímulo respiratorio propio).
Ventilación asistida/controlada por volumen: uno de los modos más empleados de soporte respiratorio total. Se programan en el respirador el volumen de cada respiración, la frecuencia y el flujo inspiratorio que generará el respirador (puede ser constante o decelerado). La variable dependiente es la presión, que depende de las características del sistema respiratorio del paciente.
Ventilación asistida/controlada por presión: se programa la presión que se quiere alcanzar en cada respiración, durante cuánto tiempo y a qué frecuencia. En cada respiración entrará una cantidad determinada de aire, que dependerá del estado del sistema respiratorio. Este método asegura que nunca se sobrepasará un límite de presión fijado; permitirá que un pulmón en mejoría el volumen sea cada vez mayor; y evitará riesgos producidos por volúmenes demasiado altos.
Ventilación asistida/controlada por volumen y regulada por presión: en el ventilador se programan el volumen corriente, la frecuencia respiratoria y el tiempo inspiratorio. El ventilador calcula la presión necesaria para alcanzar ese volumen basándose en datos de respiraciones previas. De esta manera cada respiración se adapta a la situación del sistema respiratorio.
Ventilación mandataria intermitente sincronizada (SIMV): coexisten ventilaciones asistidas/controladas con períodos en los que se permite la respiración espontánea.
Ventilación con presión de soporte: es un modo de soporte ventilatorio parcial. Requiere un estímulo respiratorio presente en el paciente y el ventilador no realiza todo el trabajo. Está regulada por presión, el ventilador se dispara cuando detecta un estímulo inspiratorio. El ciclado es por flujo.

## Indicaciones de la ventilación mecánica

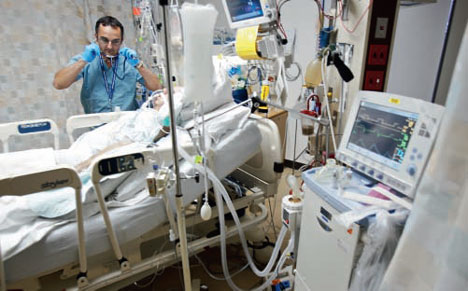
Terapista respiratorio examinando un paciente ventilado mecánicamente en una unidad de cuidado intensivo.

La ventilación mecánica está indicada cuando la ventilación espontánea de un paciente no es adecuada para la vida, como prevención de un colapso inminente de las funciones fisiológicas, o por un intercambio gaseoso deficiente. Por otro lado, puesto que la ventilación mecánica sólo es utilizada para proveer asistencia ventilatoria al paciente y no para curar su enfermedad, únicamente debe ser usado en casos en los que la situación del paciente sea reversible y/o corregible con el tiempo.
La aplicación de ventilación mecánica a un paciente es una decisión clínica, no hay ningún parámetro que indique la necesidad de ventilación mecánica. Hay dos causas principales de conexión a ventilación mecánica:

### Alteraciones de la ventilación
- Alteraciones del estado mental que impidan llevar un ritmo respiratorio adecuado, así como el manejo correcto de las secreciones bronquiales; por ejemplo coma, o enfermedades neurológicas como distrofia muscular o ALS.
- Necesidad de sedación profunda (anestesia para intervenciones, necesidad de analgesia muy potente, traumatismos, etc.).
- Aumento del trabajo respiratorio (de la causa que sea).
- Apnea con arresto respiratorio.
- Acidosis respiratoria con una pCO2 mayor de 50 mmHg derivadas de parálisis diafragmática, en enfermedades como síndrome de Guillain-Barré, Myasthenia Gravis, o debido a medicamentos anestésicos o relajantes musculares.
- EPOC.

### Alteraciones de la oxigenación
- Necesidad de concentraciones elevadas de oxígeno, que no son aplicables mediante una mascarilla convencional.
- Lesiones pulmonares: cualquier patología pulmonar produce una alteración de la difusión del oxígeno desde la sangre a los capilares. Por ejemplo, síndrome de distrés respiratorio agudo.

## Riesgos asociados
Los riesgos pueden depender de tres factores: la necesidad de mantener una vía aérea artificial, las consecuencias hemodinámicas de la presión positiva intratorácica y la posible lesión pulmonar o diafragmática producida por el propio ventilador; además de los posibles fallos mecánicos.
Presencia de una vía aérea artificial
Por un lado supone una alteración de los mecanismos de defensa del tracto respiratorio, tanto por la presencia de un cuerpo extraño, que altera la flora microbiana habitual; como por la posibilidad de microaspiraciones, que pueden ser la causa de sobreinfecciones respiratorias (traqueobronquitis o neumonías).
La neumonía intrahospitalaria (NIH) en la mayoría de los casos, se asocia con la ventilación mecánica. La NAVM ocurre en aproximadamente el 10-20 % de los pacientes ventilados mecánicamente por más de 48 horas y se asocia con un aumento significativo de los días de internación hospitalaria, mortalidad y costos. Los organismos gram-negativos predominantes en la NIH son particularmente P. aeruginosa, A. baumannii y Enterobacteriaceae.
Por otro lado, la presencia de un tubo endotraqueal puede producir irritaciones en la mucosa traqueal. La irritación continua puede provocar lesiones de tipo granulomatoso, especialmente a nivel de las cuerdas vocales, el punto más estrecho de la vía aérea. Por esto, en casos de intubación prolongada es necesaria la realización de una traqueotomía, mediante la cual se accede a la vía aérea por debajo de las cuerdas y minimiza el riesgo de infección.

### Cuidados y vigilancia del paciente
- Valorar el uso de sedación y analgésicos.
  - El objetivo principal de la sedación es facilitar la adaptación al ventilador para la comodidad del paciente.
  - Se debe vigilar el grado de sedación con escalas clínicas, como la de Ramsey.
- Vigilar los efectos de la ventilación sobre el sistema cardiovascular.
- Control gasométrico cada 2 o 4 h, vigilando periódicamente las condiciones del paciente, efectuar ajustes necesarios en parámetros ventilatorios y vigilancia hemodinámica.
- Posterior al ajuste inicial de cifras de operación es indispensable medir gases arteriales a los 20 minutos.
- La gasometría es la única forma de medir la suficiencia de oxigenación y ventilación.
- La repetición de este control depende de la estabilidad del paciente, su evolución y la gravedad de su insuficiencia respiratoria.
- La suficiencia de la ventilación alveolar se mide por la cantidad de dióxido de carbono en la sangre arterial.
- Vigilar el funcionamiento adecuado del ventilador, variables seleccionadas, frecuencia respiratoria, volumen corriente, presión máxima, FiO2, PEEP.

Consecuencias hemodinámicas de la presión positiva intratorácica
Las altas presiones se transmiten a todo el contenido intratorácico, haciendo que disminuya el retorno venoso, con lo cual disminuye la cantidad de sangre que llega al corazón derecho. La disminución del retorno venoso aumenta los edemas periféricos, presentes en la mayoría de los enfermos que requieren ventilación mecánica prolongada.
Por otro lado la presión positiva intraalveolar se transmite también a los capilares pulmonares, con lo que pueden aumentar las resistencias vasculares pulmonares, debido a lo cual el ventrículo derecho tiene que trabajar con presiones elevadas y se dilata. Esta sobrecarga ventricular derecha hace que el tabique intraventicular se desplace y protruya en el ventrículo izquierdo, que ve disminuido su volumen. Todo esto provoca una disminución del gasto cardíaco la mayoría de las veces tras la iniciación de la ventilación mecánica, acompañada de una disminución de la presión arterial y de la perfusión periférica, lo cual puede presentar un problema en pacientes con hipotensión previa. En estos casos es necesario el tratamiento del shock mediante el aporte de líquidos y, si es preciso, drogas vasoactivas.
Lesiones pulmonares
Existen varios tipos de lesiones pulmonares inducidas por la ventilación mecánica:
Barotrauma: complicación producida por la ventilación mecánica de presión positiva, hace referencia a la rotura macroscópica de espacios aéreos, que generan una fuga de aire extraalveolar. Mediante este mecanismo se puede producir un neumotórax o un neumomediastino.
Volutrauma: la sobredistensión alveolar por aplicación de volúmenes y presiones demasiado altos puede producir lesiones microscópicas en las células epiteliales de los alvéolos. El colapso cíclico de los alvéolos (alvéolos que se airean en inspiración, pero que se colapsan en espiración) puede producir lesiones similares. Estos dos mecanismos son capaces de perpetuar la lesión pulmonar y desencadenar una respuesta inflamatoria que se propague a otros órganos.
El empleo de presiones inspiratorias y volúmenes bajos que eviten la sobredistensión, así como la aplicación de un cierto nivel de PEEP (que evitan el colapso alveolar en espiración).
Alteraciones diafragmáticas
La aplicación de la ventilación mecánica puede causar rápidamente atrofia muscular diafragmática, pudiendo darse incluso en el primer día de ventilación mecánica. Este problema suele cursar con distrofia de los demás músculos respiratorios.

## Retirada de la ventilación mecánica
Para plantear la retirada de la ventilación mecánica se deben dar una serie de condiciones:
- Generales: la causa del fallo respiratorio se debe haber resuelto, y el paciente debe estar hemodinámicamente estable. También hay que tener en cuenta el estado neurológico (en pacientes inconscientes es imposible mantener una ventilación y un manejo de secreciones adecuados). Aunque se puede desconectar a un paciente cuando tiene fiebre, el aumento de la temperatura aumenta las demandas ventilatorias, con lo que hay más riesgo de que la extubación fracase.
- Respiratorias: el intercambio gaseoso debe ser aceptable. Como mínimo, la PaO2 debe ser superior a 60 mmHg con O2 al 40 %. La PEEP debe ser menor de 6 cm H2O